# Castéra-Verduzan
Castéra-Verduzan là một xã thuộc tỉnh Gers trong vùng Occitanie tây nam nước Pháp. Xã này có độ cao trung bình 119 mét trên mực nước biển.